# Лангенхорн (Северна Фризија)
Лангенхорн (њем. Langenhorn) град је у њемачкој савезној држави Шлезвиг-Холштајн. Једно је од 132 општинска средишта округа Нордфризланд. Према процјени из 2010. у граду је живјело 3.102 становника. Посједује регионалну шифру (AGS) 1054075.

## Географски и демографски подаци
Лангенхорн се налази у савезној држави Шлезвиг-Холштајн у округу Нордфризланд. Град се налази на надморској висини од 12 метара. Површина општине износи 47,4 km². У самом граду је, према процјени из 2010. године, живјело 3.102 становника. Просјечна густина становништва износи 65 становника/km².